# إن.فلاينغ
إن.فلاينغ أو N.Flying (بالكورية: 엔플라잉, باليابانية: エヌフライング) هم فرقة راب روك ظهرت لأول مرة سنة 2013 من قبل إف إن سي إنترتينمنت. الفرقة مكونة من كون كوانغ جين (الجهير والراب) و لي سيونغ هيوب (الغيتار الإيقاعي، الغناء، الراب) و تشاهون (الغيتار القيادي والغناء)  كيم جاي هيون (الطبول) و يوو هوي سيونغ (الغناء). 

## الأعضاء
- كون كوانغ جين (권광진) ولد في . عازف جيتار وواحد من مغنين الراب في الفرقة وقبل انضمامه إلى الفرقة، ظهر لأول مرة كعازف قيثارة في فرقة سي إن بلو في أغسطس 2009 وغادر من المجموعة بعد شهر واحد.
- لي سيونغ هوب (이승협) ولد في . القائد وواحد من المغنين في الفرقة ومغني راب وعازف جيتار وبيانو.
- تشانهون (차훈) ولد في . عازف جيتار وواحد من المغني
- كيم جايهيون (김재현),ولد في . هو قارع الطبول في الفرقة ويعرف بكونة شقيق كيم جاكيونغ عضوة فرقة رينبو السابقة.
- يوو هوي سيونغ (유회승), ولد في . المغني الرئيسي في الفرقة، شارك هويسيونغ في برنامج بروديوس 101 و تم تقديمه كعضو جديد في الفرقة بتاريخ 19 يونيو 2017.

### الألبومات المصغرة
| العناون            | تفاصيل الألبوم | Peak chart positions | المبيعات        |
| العناون            | تفاصيل الألبوم | KOR                  | المبيعات        |
| ------------------ | --- | -------------------- | --------------- |
| Awesome            | - Released: May 20, 2015 - Label: FNC Entertainment - Format: CD, digital download Track listing 1. One N Only 2. Awesome (기가 막혀) 3. Heartbreak (가슴이 놀래) 4. All in 5. 1 Minute (1분)              | 7                    | - كوريا: 3,968+ |
| THE REAL: N.Flying | - Released: August 2, 2017 - Label: FNC Entertainment - Formats: CD، Digital Download Track listing 1. Let's Get Down To It 2. The Real (진짜가 나타났다) 3. 다행이야 4. 정리가 안돼 5. 짠해 6. R U Ready? | 8                    | سيُعلن لاحقاً     |

### الألبومات السنغل
| الاسم  | تفاصيل الألبوم | Peak chart positions | المبيعات        |
| الاسم  | تفاصيل الألبوم | KOR                  | المبيعات        |
| ------ | --- | -------------------- | --------------- |
| Lonely | - Released: October 22, 2015 - Label: FNC Entertainment - Format: CD, digital download Track listing 1. Lonely 2. Knock Knock 3. Shamelessly (뻔뻔) | 9                    | - كوريا: 2,756+ |

### الأغاني
| العنوان                                                                      | السنة | Peak chart positions | Peak chart positions | المبيعات          | الألبوم             |
| العنوان                                                                      | السنة | KOR                  | JPN                  | المبيعات          | الألبوم             |
| كوريا                                                                        | كوريا | كوريا                | كوريا                | كوريا             | كوريا               |
| ---------------------------------------------------------------------------- | ----- | -------------------- | -------------------- | ----------------- | ------------------- |
| "Awesome" (기가 막혀)                                                        | 2015  | —                    | —                    | —                 | Awesome             |
| "Lonely"                                                                     | 2015  | —                    | —                    | —                 | Lonely              |
| "The Real (진짜가 나타났다)                                                  | 2017  | —                    | —                    | —                 | THE REAL : N.Flying |
| اليابان                                                                      |       |                      |                      |                   |                     |
| "BASKET"                                                                     | 2013  | —                    | 35                   | - اليابان: 5,264+ | Non-album singles   |
| "One and Only"                                                               | 2014  | —                    | 134                  | —                 | Non-album singles   |
| "Knock Knock"                                                                | 2016  | —                    | 13                   | - اليابان: 6,164+ | Non-album singles   |
| "Endless Summer"                                                             | 2016  | —                    | 10                   | - JPN: 9,705      | Non-album singles   |
| "—" denotes releases that did not chart or were not released in that region. |       |                      |                      |                   |                     |

### التعاونات الغنائية
| الاسم            | السنة | Peak chart positions | المبيعات             | الأعضاء           | الألبوم          |
| الاسم            | السنة | KOR                  | المبيعات             | الأعضاء           | الألبوم          |
| ---------------- | ----- | -------------------- | -------------------- | ----------------- | ---------------- |
| "God" (مع Jimin) | 2015  | 38                   | - كوريا(DL): 65,255+ | جي دون (سونغهيوب) | Non-album single |

### الأغاني المصورة
| السنة | العنوان        | الألبوم             | ملاحظات       |
| ----- | -------------- | ------------------- | ------------- |
| 2015  | Awesome        | Awesome             |               |
| 2015  | Lonely         | Lonely              |               |
| 2016  | Knock Knock    | Knock Knock         | أغنية يابانية |
| 2016  | Endless Summer | Endless Summer      | أغنية يابانية |
| 2017  | The Real       | THE REAL : N.Flying |               |

## الأعمال

### المسلسلات
| السنة | الاسم                           | القناة | الأعضاء  | الدور                                |
| ----- | ------------------------------- | ------ | -------- | ------------------------------------ |
| 2014  | Modern Farmer                   | SBS    | جايهيون  | Park Hong-gu                         |
| 2016  | Entertainer                     | SBS    | سيونغهوب | ظهور في الحلقة 16                    |
| 2016  | Weightlifting Fairy Kim Bok-Joo | MBC    | جايهيون  | Joon-hyung's junior in swimming team |

### البرامج
| السنة | القناة | العنوان                                                       | الأعضاء       |
| ----- | ------ | ------------------------------------------------------------- | ------------- |
| 2014  | tvN    | Cheongdam-dong 111                                            | جميعهم        |
| 2014  | tvN    | Cheongdam-dong 111: N.Flying's Way of Becoming a Star 5 حلفات | جميعهم        |
| 2017  | Mnet   | Produce 101 Season 2                                          | يوو هوي سيونغ |

## الإعلانات

### جميع الأعضاء
- "Buckaroo Jeans" (2014) ماركة ملابس

### لي سيونغ هيوب
- "Buckaroo Jeans" (2015~) ماركة ملابس

## وصلات خارجية
- إن.فلاينغ على موقع ميوزك برينز (الإنجليزية)
- إن.فلاينغ على موقع ديسكوغز (الإنجليزية)